# فرانسوا شاتليه
فرانسوا شاتليه (بالفرنسية: François Châtelet)‏ (1925 - 1985م)، هو فيلسوف ومؤرخ الفلسفة، ومفكر في التاريخ فرنسي. هو زوج الفيلسوفة نويل شاتليه، شقيقة ليونيل جوسبان.
هو من مواليد مدينة باريس يوم 27 أبريل 1925، حصل على دكتوراه في الآداب عام 1961، وهو مختص في تاريخ الفلسفة والفكر. وتوفي بمدينة باريس يوم 26 ديسمبر 1985.

## من مؤلفاته
له مؤلفات كثيرة من أيرزها:
- تاريخ الأيديولوجيات (كتاب) 1978 (ثلاثة مجلدات).

## روابط خارجية
- فرانسوا شاتليه على موقع ميوزك برينز (الإنجليزية)